# S/S Christiania
S/S Christiania var en dansk hjulångare som trafikerade linjen mellan Köpenhamn och Kristiania via Göteborg från 1875 till 1893.
Hon byggdes på Burmeister & Wain i Köpenhamn som också tillverkade fartygets två tvåcylindriga kompoundångmaskiner.
Rutten mellan Köpenhamn och Kristania hade drivits av Det Forenede Dampskibs-Selskab sedan rederiet bildades år 1866 och var så populär att ett större fartyg behövdes som ersättning för hjulångaren Aarhus som hade trafikerat den sedan 1871. Nybyggda Christiania, som sattes in på rutten år 1875, var lyxigt inredd med dam- och herrsalong på första klass och levande musik i matsalen. Nytt var också att kojerna i andra klass hade madrasser. I tredje klass fick man själv ta med tallrik och bestick. Resan tog 21 timmar inklusive stoppet i Göteborg där man också bunkrade kol.
Från 1893 trafikerade S/S Christiania olika danska inrikesrutter. År 1904 såldes det slitna fartyget till Paul Forostowsky i Windau, nuvarande Ventspils, som på den tiden tillhörde Ryssland, och omvandlades till det flytande smörlagret Refrigerator. Året efter återvände hon till DFDS som Depotskib No. II. Den 26 april 1913 såldes fartyget till skrotning hos Petersen & Albeck i Köpenhamn.